# Vandö
Vandö är ett näs i byn Torrbolstad i Finström på Åland. Näset är cirka 5 kilometer långt och cirka 1 kilometer brett i östlig-västlig riktning. Vandö ligger mellan fjärdarna Västerfjärden och Grundfjärden i väster samt sjön Vandöfjärden i öster.